# 3722 Urata
3722 Urata este un asteroid din centura principală, descoperit pe 29 octombrie 1927 de Karl Reinmuth.